# Villa de la Paz
Villa de la Paz es una localidad del estado mexicano de San Luis Potosí, cabecera del municipio homónimo.

## Geografía
Se encuentra en la ubicación 23°40′29″N 100°42′32″O / 23.67472, -100.70889, a una altura aproximada de 1800 m s. n. m.

La zona urbana ocupa una superficie de 3.251 km².

## Demografía
Según los datos registrados en el censo de 2020, la población de Villa de la Paz es de 3701 habitantes, lo que representa un decrecimiento promedio de -0.09% anual en el período 2010-2020 sobre la base de los 3734 habitantes registrados en el censo anterior. Al año 2020 la densidad poblacional era de 1138 hab/km².
| Gráfica de evolución demográfica de Villa de la Paz entre 2000 y 2020 |
|                                                                       |
| Fuente: Instituto Nacional de Estadística Geografía e Informática     |

La población de Villa de la Paz está mayoritariamente alfabetizada, (3.40% de personas mayores de 15 años analfabetas, según relevamiento del año 2020), con un grado de escolaridad en torno a los 9 años. 

El 92.1% de los habitantes de Villa de la Paz profesa la religión católica.
En el año 2010 estaba clasificada como una localidad de grado bajo de vulnerabilidad social. Según el relevamiento realizado, 1167 personas de 15 años o más no habían completado la educación básica, —carencia conocida como rezago educativo—, y 389 personas no disponían de acceso a la salud.